# Coup de poker
Pour les articles homonymes, voir Coup de Poker (homonymie).
Coup de poker (en France) ou Retour de flamme (au Québec) (The Ziff Who Came to Dinner) est le 14e épisode de la saison 15 de la série télévisée d'animation Les Simpson.

## Synopsis
Homer, Bart, Lisa, Rodd et Todd vont voir Tuez-la encore, un film d'horreur dans lequel joue Lenford "Lenny" Leonard.
Traumatisés par le film, Lisa et Bart croient entendre des bruits dans le grenier. La famille s'y rend et y découvre Artie Ziff qui vit dans leur grenier. Celui-ci leur explique qu'il vit chez eux depuis qu'il a des problèmes fiscaux. Les Simpson acceptent finalement de l'héberger. Mais lors d'une partie de poker chez Moe, Homer gagne toutes les actions de la société d'Artie Ziff. Les policiers arrêtent Homer car il est devenu propriétaire de la société. Homer est donc jeté en prison...